# 香港に栄光あれ
『香港に栄光あれ』（ホンコンにえいこうあれ、広東語: 願榮光歸香港、英語: Glory to Hong Kong）は、2019年に発表された広東語の楽曲。同年の香港での逃亡犯条例改正案に巡るデモをきっかけに、香港のネット掲示板LIHKG（広東語では『連登討論區』『連登』とも呼ばれている）のメンバーであるThomas dgx yhl（仮名）により書き下ろされた。
この曲はデモ参加者にテーマソング、あるいは非公式な国歌に相当するものとして扱われ、2019年9月以降頻繁に歌われるようになったが、 香港特別行政区全国人民代表大会代表 は「香港に栄光あれ」を「香港独立」思想を広める曲だと主張し、いくつかの論争を引き起こした。

## 概要
2019年8月31日に動画サイトYouTubeにアップロードされたこの曲は、地元のミュージシャンであるThomas dgx yhlが作詞・作曲し、デモ曲ができた段階でLIHKG上ボーカリストを募集し、録音を行った。但し、その募集スレッドでは、ボーカリストの募集だけではなく、歌詞に対する意見もThomas dgx yhlが求めており、正式に採用された歌詞はLIHKGのメンバーも作詞に参加している。なお、この曲のレコーディング・ミキシングには同スレッドに議論しているメンバーも参加している。Thomas dgx yhlによれば、参加しているボーカリストは20人以上だという。
メロディは国王陛下万歳やロシア連邦国歌などを参考にしており、作詞にあたっては李白の詩や魯迅の作品を参考にしたともいう。
2019年9月10日に行われたサッカー香港代表とイラン代表とのFIFAワールドカップ予選では、1万4千人を超える観客の多くが中国の国歌（「香港の国歌」として演奏される）に対してブーイングする一方、演奏後にはこの曲の大合唱が起こった。また、香港の十数以上のショッピングモールでもデモの一環として参加者による合唱が行われた。
Thomas dgx yhlの意向により、彼の手掛けた編曲バージョンのスコアが公開され、ストリーミングサイトKKBOXにも同曲を配信している。
2020年6月30日に成立し、同日午後11時に施行した香港国家安全維持法により当曲を公衆の面前で歌う行為は、「香港独立」を煽る行為と見做され刑事罰の対象となる可能性があるとして、歌われる機会が減少している。同年7月8日には、香港教育局が教育機関で当曲の歌唱を禁止した。
2023年6月5日、香港政府は「国家の安全と国歌の尊厳を守るため」として演奏などを全面的に禁じる命令を出すよう高等法院に申請したが、同年7月28日、高等法院は表現の自由に考慮して政府の申請を認めない判断を示した。政府は上訴し、2024年5月8日、高等法院上訴法廷は、高等法院の判断を覆し、当曲の演奏やインターネット配信を禁じる命令を出した。

## 評価
公表以来、ドイチェ・ヴェレは、この曲を香港の抗議運動の「主題歌」と表現している。アメリカ政府系メディアであるボイス・オブ・アメリカは、「香港に栄光あれ」の曲はデモ参加者の声を表現していると述べた。タイム誌はこの曲を香港の新しい「国歌」として詳細に取り上げた。台湾の自由時報はこの曲を「抗争者の軍歌」と表現し、香港の状況に対する不安と後退しないという革命的な精神を歌った曲だと評価した。また、香港立法会の元議長ジャスパー・ツァンは、この歌の高い技量とクオリティを称え、「デモ隊の宣伝レベルが非常に高く、香港政府が宣伝の面ではるかに遅れていることを十分に反映している」と述べた 。
一方批判的な意見として、香港中文大学の音楽講師、ブライアン・トンプソンは音楽理論の観点から、高い音程と広い音域が含まれるこの曲を「アマチュアが上手に歌うことが困難な曲」と指摘した 。
中央政府駐香港連絡弁公室傘下の新聞といわれている文匯報は9月12日、「洗脳と独立の扇動」と題する記事で「香港に栄光あれ」を「香港独立の歌」とし、「暴力を美化する」歌詞が含まれていると批判した、パン・リチョンは9月13日に明報に「香港独立を擁護する洗脳の歌」と題する記事を寄稿し、この曲は「暴力と憎しみの種」であり、「若者を洗脳している」、「エレガントな歌詞で憎悪を扇動している」とコメントし、「洗脳の歌で満たされた人々が邪悪な行為を犯している」と主張した  。
また、香港警察はこの曲を激しく嫌っており、2019年のクリスマスに行われたミュージシャンのストライキでは、100人以上のミュージシャンがチャーター・ガーデンで平和的なコンサートを開催しようとしたところ、機動隊が会場近くに現れ、「香港に栄光あれ」がレパートリーに含まれていることを理由に担当者に対しレパートリーの変更を要求した。また、この曲を校門の外で演奏した中学生が逮捕される事件も起きた 。
なお、Googleの2019年香港トップ検索ワードランキングによると、「香港に栄光あれ」は6位にランクインした。一方、Googleで「香港国歌」「香港の国歌」と検索した結果、「香港に栄光あれ」が上位に表示される事態が続いており、実際にスポーツ大会において、誤って「香港に栄光あれ」が香港国歌として演奏された事例が度々あったことから、香港政府はこの検索結果に問題があるとしてGoogleに抗議したが、Googleはアルゴリズムで検索結果が決まるという理由から拒否したことを2022年12月に発表した。

## 派生バージョン
YouTubeでは、オーケストラ＆フルコーラス版・ロック版・アコースティック版・中国伝統楽器版・カントリー版・ボーカロイド版などの派生バージョンが存在している。

## 多言語版
同曲の英語版・日本語版・韓国語版も、Thomas dgx yhlの呼び掛けで各有志メンバーにより発表されている。
ドイツ在住の香港人によって、同曲のドイツ語訳も行われた。台湾人によって、同曲の歌詞は台湾語（台湾閩南語）にも翻訳されている。また、普通中国語版、上海語版、ウイグル語版、ベトナム語版、フィンランド語版、テノール歌手ロドラ・ステファノによるイタリア語版、フランス語版、カタルーニャ語版、オランダ語版、エスペラント語版の歌詞も発表されているほか、香港手話版も発表されている。